# Maxence Larrieu
Maxence Larrieu (Marsiglia, 27 ottobre 1934) è un flautista francese.

## Biografia
È considerato uno dei più grandi flautisti del mondo. Ha studiato dall'età di dieci anni al Conservatorio di Marsiglia con Joseph Rampal, il padre di Jean-Pierre Rampal. Nel 1954 vince il primo premio al Concorso Internazionale di Ginevra. Dal 1954 al 1966, è stato primo flauto all'Opéra-Comique di Parigi. Ha registrato innumerevoli CD per Deutsche Grammophon, Decca, Philips, Denon e Universal. Titolare per molti anni delle cattedre presso i Conservatori Superiori di Lione e Ginevra, ha tenuto corsi di perfezionamento in tutto il mondo, dall’Estremo Oriente (dove ha effettuato più di 60 tournée), agli Stati Uniti, all’Europa intera, contribuendo in modo sostanziale alla diffusione della scuola flautistica francese e della grande tradizione musicale europea. Primo flauto solista dell’ORTF e dell’Opera di Parigi, si è in seguito dedicato ad una strabiliante carriera solistica, con le orchestre e direttori più prestigiosi, ispirando nuove opere, curando edizioni e revisioni, con uno straordinario plauso della critica che, riassunta in un commento del celebre Le Figaro, recita:”…il flauto incanterebbe, se non fosse incantato da Maxence Larrieu”.